# Glass-Fibre Laminations
Glass-Fibre Laminations war ein britischer Hersteller von Automobilen.

## Unternehmensgeschichte
Adrian Evans gründete 1960 das Unternehmen in Worcestershire und begann mit der Produktion von Automobilen und Kits. Der Markenname lautete Delta. 1962 endete die Produktion. Insgesamt entstanden etwa 50 Exemplare. Eine andere Quelle nennt Tony Evans als Inhaber, den Ort Worsley in Worcestershire und gibt den Bauzeitraum mit 1959 bis 1960 an.

## Fahrzeuge
Einziges Modell war ein Sportwagen im Stile der 1950er Jahre.  Das Fahrgestell hatte wahlweise 228 cm (90 Inch) oder 238 cm (94 Inch) Radstand. Neben einem Coupé stand auch ein Roadster im Angebot.